# Dominick Drexler
Dominick Drexler (Bonn, Alemania del Oeste, 26 de mayo de 1990) es un exfutbolista alemán que jugaba de centrocampista.

## Trayectoria
Drexler jugó en las inferiores del Bonner SC, el Alemannia Aachen y el Bayer Leverkusen antes de fichar en 2010 por el Rot-Weiß Erfurt. Debutó en el primer equipo de su nuevo club en septiembre de ese año contra el Cari Zeiss Jena, el derbi de Turingia, que finalizó con victoria para el Erfurt por 2-1. 
En junio de 2013 fichó por el Greuther Fürth, donde además formó parte del segundo equipo. Solo estuvo un año en Fürth y fichó por el VfR Aalen para la temporada 2014-15.
Luego de tres temporadas en la 2. Bundesliga jugando para el Holstein Kiel, Drexler fue transferido al Midtjylland danés para la temporada 2018-19 por 2,5 millones de euros. Sin embargo, ese mismo verano fue transferido nuevamente, al F. C. Colonia de la 2. Bundesliga por 4,5 millones de euros. Fue uno de los titulares del equipo del Colonia ese año, en que el club se adjudicó el título de la segunda división, y logró así el ascenso a la Bundesliga.

## Estadísticas
Actualizado al último partido disputado en su carrera.
| Club                               | Div.          | Temporada     | Liga  | Liga  | Copas nacionales | Copas nacionales | Otras | Otras | Total | Total |
| Club                               | Div.          | Temporada     | Part. | Goles | Part.            | Goles            | Part. | Goles | Part. | Goles |
| ---------------------------------- | ------------- | ------------- | ----- | ----- | ---------------- | ---------------- | ----- | ----- | ----- | ----- |
| Bayer 04 Leverkusen II · Alemania  | 4.ª           | 2009-10       | 25    | 4     | ―                | ―                | ―     | ―     | 25    | 4     |
| Bayer 04 Leverkusen II · Alemania  | Total club    | Total club    | 25    | 4     | 0                | 0                | 0     | 0     | 25    | 4     |
| Rot-Weiß Erfurt · Alemania         | 3.ª           | 2010-11       | 19    | 4     | ―                | ―                | ―     | ―     | 19    | 4     |
| Rot-Weiß Erfurt · Alemania         | 3.ª           | 2011-12       | 34    | 8     | ―                | ―                | ―     | ―     | 34    | 8     |
| Rot-Weiß Erfurt · Alemania         | 3.ª           | 2012-13       | 28    | 4     | ―                | ―                | ―     | ―     | 28    | 4     |
| Rot-Weiß Erfurt · Alemania         | Total club    | Total club    | 81    | 16    | 0                | 0                | 0     | 0     | 81    | 16    |
| SpVgg Greuther Fürth · Alemania    | 2.ª           | 2013-14       | 9     | 1     | 2                | 0                | ―     | ―     | 11    | 1     |
| SpVgg Greuther Fürth · Alemania    | Total club    | Total club    | 9     | 1     | 2                | 0                | 0     | 0     | 11    | 1     |
| SpVgg Greuther Fürth II · Alemania | 4.ª           | 2013-14       | 5     | 4     | ―                | ―                | ―     | ―     | 5     | 4     |
| SpVgg Greuther Fürth II · Alemania | Total club    | Total club    | 5     | 4     | 0                | 0                | 0     | 0     | 5     | 4     |
| VfR Aalen · Alemania               | 2.ª           | 2014-15       | 24    | 1     | 2                | 0                | ―     | ―     | 26    | 1     |
| VfR Aalen · Alemania               | 3.ª           | 2015-16       | 31    | 9     | 1                | 0                | ―     | ―     | 32    | 9     |
| VfR Aalen · Alemania               | Total club    | Total club    | 55    | 10    | 3                | 0                | 0     | 0     | 58    | 10    |
| Holstein Kiel · Alemania           | 2.ª           | 2016-17       | 35    | 7     | ―                | ―                | ―     | ―     | 35    | 7     |
| Holstein Kiel · Alemania           | 2.ª           | 2017-18       | 31    | 12    | 2                | 2                | 1     | 0     | 34    | 14    |
| Holstein Kiel · Alemania           | Total club    | Total club    | 66    | 19    | 2                | 2                | 1     | 0     | 69    | 21    |
| F. C. Colonia · Alemania           | 2.ª           | 2018-19       | 33    | 9     | 2                | 2                | ―     | ―     | 35    | 11    |
| F. C. Colonia · Alemania           | 1.ª           | 2019-20       | 19    | 2     | 2                | 0                | ―     | ―     | 21    | 2     |
| F. C. Colonia · Alemania           | 1.ª           | 2020-21       | 27    | 2     | 2                | 1                | 2     | 0     | 31    | 3     |
| F. C. Colonia · Alemania           | Total club    | Total club    | 79    | 13    | 6                | 3                | 2     | 0     | 87    | 16    |
| F. C. Schalke 04 · Alemania        | 2.ª           | 2021-22       | 23    | 3     | 1                | 0                | ―     | ―     | 24    | 3     |
| F. C. Schalke 04 · Alemania        | 1.ª           | 2022-23       | 27    | 4     | 2                | 3                | ―     | ―     | 29    | 7     |
| F. C. Schalke 04 · Alemania        | 2.ª           | 2023-24       | 11    | 1     | 1                | 0                | ―     | ―     | 12    | 1     |
| F. C. Schalke 04 · Alemania        | 2.ª           | 2024-25       | 0     | 0     | 0                | 0                | ―     | ―     | 0     | 0     |
| F. C. Schalke 04 · Alemania        | Total club    | Total club    | 61    | 8     | 4                | 3                | 0     | 0     | 65    | 11    |
| Total carrera                      | Total carrera | Total carrera | 381   | 75    | 17               | 8                | 3     | 0     | 401   | 83    |
| 1. 2.                              |               |               |       |       |                  |                  |       |       |       |       |

## Palmarés

### Títulos nacionales
| Título        | Club          | País     | Año     |
| ------------- | ------------- | -------- | ------- |
| 2. Bundesliga | F. C. Colonia | Alemania | 2018-19 |